# Glaucopsyche nittanyensis
Glaucopsyche nittanyensis är en fjärilsart som beskrevs av Ralph L. Chermock 1944. Glaucopsyche nittanyensis ingår i släktet Glaucopsyche och familjen juvelvingar. Inga underarter finns listade i Catalogue of Life.